# Monterinaldi (Radda in Chianti)
Monterinaldi (o Monte Rinaldi) è una frazione del comune italiano di Radda in Chianti, nella provincia di Siena, in Toscana.
Posto su un'altura prospiciente la val di Pesa, conserva i resti dell'antico castello, un tempo sede della famiglia feudale locale dei conti di Monte Rinaldi. Il borgo ha un impianto urbanistico di forma ellittica che fa intuire la presenza di una cinta muraria difensiva non più esistente.

## Storia
Il borgo nacque durante il periodo alto-medievale come insediamento castellano longobardo ed è menzionato per la prima volta in un documento del 1106 quale possesso del nobile Gottifredo, o Gottizio. Fino al XIII secolo, il castello fu quindi giurisdizione dei conti detti "di Monte Rinaldi", che furono poi esiliati dai fiorentini nel 1268 in quanto ghibellini – anche se in precedenza sostenitori della causa guelfa, come dimostrano le razzie perpetuate a Monterinaldi dai senesi dopo la vittoria della battaglia di Montaperti. Nel 1361 la famiglia, inurbatasi a Firenze, prese il nome dei Geppi. 
Divenuto castello con funzione difensiva della Repubblica di Siena, passò sotto Firenze con la conquista senese del 1557 e perse così il proprio ruolo strategico. In seguito alla dismissione delle fortificazioni, Monterinaldi si sviluppò come villaggio agricolo e ciò comportò la perdita del proprio prestigio: la parrocchia di Monterinaldi fu soppressa e unita a quella di San Pietro alle Stinche nel 1632. Il borgo passò quindi alla fine del XVII secolo alla famiglia dei Geppi, che smantellò il castello trasformandolo in villa padronale nel 1693.
Nel 1833 si contavano a Monterinaldi 180 abitanti.
Durante la seconda guerra mondiale, il borgo subì nel 1944 le razzie dei militari tedeschi, i quali depredarono la villa-castello e incendiarono per rappresaglia le abitazioni.

## Monumenti e luoghi d'interesse
- Chiesa di San Martino[1][2]
- Castello di Monterinaldi[1][2]